# سیارک ۲۱۶۹۷
سیارک ۲۱۶۹۷ (به انگلیسی: 21697 Mascharak، نامگذاری:1999RW54) بیست و یک هزار و ششصد و نود و هفتمین سیارک کشف شده‌است که در ۷ سپتامبر ۱۹۹۹ کشف شد.
قدر مطلق سیارک برابر ۱۲.۹ است.